# Ljósvetninga saga
Ljósvetninga saga (Saga o ludziach z Ljosavatn) – XIII-wieczna saga islandzka opisująca głównie kilkupokoleniową waśń pomiędzy rodzinami Torgeira Ljosvetningagode’a i Gudmunda Øyolvssona. Jej historia rozgrywa się w okolicach fiordu Eyjafjörður w północno-wschodniej Islandii w latach 985–1066.
Oryginalna saga została napisana prawdopodobnie w latach 1250–1260 i przetrwała w dwóch kopiach pochodzących z ok. 1400 roku. Oba manuskrypty różnią się długością, strukturą tekstu oraz prezentacją zdarzeń w odniesieniu do konkretnych szczegółów, ale wzajemnie się uzupełniają. Nie wiadomo jednak, który z nich powstał jako pierwszy i któremu bliżej do oryginału. Przyjmuje się, że saga mogła zostać złożona z kilku niezależnych tekstów lub też, że początkowo istniały dwie sagi. Istniejące przesłanki m.in. powiązania bohaterów z innymi ówczesnymi sagami, styl narracyjny czy opis polityki faworyzującej najbogatszych sugerują, że może być to jedna z najstarszych islandzkich sag.
Treść sagi składa się z trzech części. Pierwsza opisuje walkę i konflikt wywołany przez Söldmunda. Druga skupia się na Thorirze Helgasonie i Thorkellu Þorgeirrssonie, którzy plotkami i obelgami o rzekomym homoseksualizmie plamią honor Gudmundura Eyjólfssona z Möðruvellir. Ten w odwecie doprowadza do banicji Thorkella, który następnie zostaje zabity przez Gudmundura i jego przybranego ojca Einara Konalssona. Ostatnia część jest najobszerniejsza i skupia się na kilku różnych konfliktach między potomkami Torgeira Ljosvetningagode’a i Gudmunda Øyolvssona.